# Wydawnictwo Pielgrzym Polski
Wydawnictwo „Pielgrzym Polski” – przedsięwzięcie wydawnicze Kościoła Metodystycznego w PRL (przemianowanego w 1991 na: Kościół Ewangelicko-Metodystyczny w RP) zajmujące się publikacją dwumiesięcznika metodystycznego „Pielgrzym Polski” oraz książek i broszur o tematyce religijnej.

## Historia
Według niektórych danych Wydawnictwo powstało w latach 80. XX wieku, ale już w latach 70. ukazywały się książki opatrzone jego nazwą, np. kancjonał metodystyczny pt. Pieśni nadziei i wiary (ss. 805), wydany w 1970. Jednak Kościół Metodystyczny w Polsce wydawał sporadycznie książki już w latach 40. Szereg publikacji ukazało się także przed legalizacją Kościoła w okresie II Rzeczypospolitej. Od roku 1926 wydawany jest dwumiesięcznik „Pielgrzym Polski”, w 2014 roku osiągający nakład 500 egz. Wydawnictwo ma siedzibę w Warszawie przy ul. Mokotowskiej 12, choć w pewnych okresach część jego czynności była realizowana w Gliwicach i Grudziądzu, co jest uwidocznione w niektórych wydawanych przez tę oficynę książkach. Niekonsekwentnie oznaczano w publikacjach nazwę wydawnictwa: część książek nosi nazwę Wydawnictwo „Pielgrzym Polski” część Wydawnictwo Kościoła Metodystycznego.
Kluczowymi osobami zaangażowanymi w działalność Wydawnictwa byli: ks. Witold Benedyktowicz, ks. Edward Puślecki, ks. Andrzej Komraus, ks. Zbigniew Kamiński.

## Pozycje zwarte opatrzone nazwą Wydawnictwa (lista niepełna)
1970:
- Pieśni nadziei i wiary, Wydawnictwo „Pielgrzym Polski”, Warszawa 1975 (ss. 805).

1975:
- William Barclay, Jezus Chrystus dzisiaj, Wydawnictwo „Pielgrzym Polski”, Warszawa 1975.
- Harry E. Fosdick, Zasada drugiej mili, Wydawnictwo „Pielgrzym Polski”, Warszawa 1975
- Joanna Lorch, Matka trędowatych (z życia Mary Reed), tłum. Halina Kusowa, Wydawnictwo „Pielgrzym Polski”, Warszawa 1975 (ss. 48).

1978:
- R. Wolff, Nawrócenie, Wydawnictwo „Pielgrzym Polski”, Warszawa-Gliwice 1978 (ss. 64).

1983:
- Harry E. Fisdick, Zasada drugiej mili, wyd. III, Wydawnictwo „Pielgrzym Polski”, Warszawa 1983 (ss. 48).

1984:
- Suzanne de Dietrich, Listy św. Jana, Wydawnictwo Kościoła Metodystycznego, Warszawa 1984 (ss. 36).
- Billy Graham, Podejmij decyzję, Wydawnictwo Kościoła Metodystycznego, Warszawa 1984
- David Hedegard, Żywe słowo, z esperanto tłum. Andrzej M. Komraus, Wydawnictwo Kościoła Metodystycznego, Warszawa 1984.
- Andrzej M. Komraus, Uświęcenie, Wydawnictwo Kościoła Metodystycznego, Warszawa-Gliwice-Grudziądz 1984 (ss. 16).
- Stanisław Malina, Skojarzenia, Wydawnictwo Kościoła Metodystycznego, Warszawa 1984 (s. 44).
- Francis A. Schaeffer, Powrót do wolności i godności, Wydawnictwo Kościoła Metodystycznego, Warszawa 1984.
- Francis A. Schaeffer, Znak chrześcijanina, Wydawnictwo Kościoła Metodystycznego, Warszawa 1984.

1985:
- Eliasz Kubryn, Prawdziwe chrześcijaństwo, wyd. II, tłum. z j. ukraińskiego Andrzej M. Komraus, Wydawnictwo Kościoła Metodystycznego, Warszawa 1985 (ss. 96).

1986:
- Samuel Kamaleson, Przekształcająca moc Jezusa, Wydawnictwo Kościoła Metodystycznego, Warszawa 1986.
- Frida Nef, Sens życia, tłum. Adela i Andrzej Kóćka, Wydawnictwo Kościoła Metodystycznego, Warszawa 1986 (ss. 112).
- Pieśni Nadziei i Wiary. Kancjonał Kościoła Metodystycznego, Wydawnictwo „Pielgrzym Polski”, Warszawa 1986.

1987:
- William Barclay, Jezus Chrystus dzisiaj, tłum. Andrzej M. Komraus, Wydawnictwo Kościoła Metodystycznego, Gliwice-Warszawa 1987 (ss. 72).
- William-Heri Guiton, John Wesley. Jego życie i działalność. Tłumaczenie anonimowe z języka francuskiego, wyd. II, Wydawnictwo Kościoła Metodystycznego, Gliwice-Warszawa 1987 (ss. 64).
- Franklin N. Parker, Skład Apostolski. Analiza i interpretacja, wyd. 2, przeł. z ang. Maria Pietkiewiczowa ; oprac. i uzup. Witold Benedyktowicz, Wydawnictwo Kościoła Metodystycznego, Gliwice-Warszawa 1987 (ss. 132).
- Teofil Spoerri, Teologia metodyzmu, Wydawnictwo Kościoła Metodystycznego, Warszawa 1987 (ss. 28).
- Janina Kisza-Bruell, Ktoś cię dzisiaj woła, Wydawnictwo Kościoła Metodystycznego, Warszawa-Gliwice 1987 (ss. 84).

1989:
- Ernst Aebi, Krótkie wprowadzenie do ksiąg Nowego Testamentu, Wydawnictwo Kościoła Metodystycznego, Warszawa 1989.

1991:
- Ernst Aebi, Krótkie wprowadzenie do ksiąg Starego Testamentu, Wydawnictwo Kościoła Metodystycznego, Warszawa 1991.
- Prawo wewnętrzne Kościoła Ewangelicko-Metodystycznego w Polsce z dodatkiem Apostolskiego Wyznania Wiary, Artykułów Wiary i Zasad Ogólnych oraz Socjalnego Wyznania i Wyznania wiary Ewangelickiego Kościoła Zjednoczonych Braci, Wydawnictwo Kościoła Ewangelicko-Metodystycznego, Warszawa 1991 (ss. 40).

1996:
- Siła poselstwa. Księga jubileuszowa w 75-lecie urodzin ks. prof. dr hab. Witolda Benedyktowicza, Wydawnictwo „Pielgrzym Polski”, Warszawa 1996.

1997:
- Zasady socjalne. Nauka społeczna Zjednoczonego Kościoła Metodystycznego, Wydawnictwo „Pielgrzym Polski”, Warszawa 1997.

1999:
- Módlcie się nieustannie. Rozmyślania i modlitwy Jana Wesleya, Wydawnictwo „Pielgrzym Polski”, Warszawa 1999.

2001:
- Edward Puślecki, Powracająca fala. Działalność Południowego Episkopalnego Kościoła Metodystycznego w Polsce, Wydawnictwo „Pielgrzym Polski”, Warszawa 2001.
- John Wesley, Poucz mnie o tym, czego nie wiem. Zbiór kazań, Wydawnictwo „Pielgrzym Polski”, Warszawa 2001.
- Zasady socjalne 2000-2004. Nauka społeczna Zjednoczonego Kościoła Metodystycznego, Wydawnictwo „Pielgrzym Polski”, Warszawa 2001.

2002:
- Timothy B. Brittain W co wierzą metodyści i dlaczego?, Wydawnictwo „Pielgrzym Polski”, Warszawa 2002.

## Inne pozycje zwarte wydane przez metodystów w Polsce (lista niepełna)
- Harry E. Fosdick, Zasada drugiej mili, Wydawnictwo Misji Metodystów, Warszawa 1923.
- John Wesley, Kazania, Southern Trade, Warszawa 1926.
- Śpiewnik metodystyczny. Zbiór hymnów i pieśni religijnych dla użytku kongregacji i członków kościoła metodystycznego w Polsce, Southern Trade, Warszawa 1927 (ss. 229).
- John Wesley, Zbawienie przez wiarę, Warszawa 1937.
- Gilbert Rowe, Istota metodyzmu, Southern Trade, Warszawa 1939 (ss. 150).
- Lorenzo Palmieri, Nauka Kościoła rzymskiego musi być sprawdzona. Odezwa do protestantów i katolików, Wydawnictwo „Pielgrzym Polski”, Warszawa 1947 (ss. 64).
- Stevens, Jedyna Opoka, przekład z angielskiego, Warszawski Zbór Metodystów, Warszawa 1947 (ss. 48).
- Edmund Chambers, Z dziejów ruchu metodystycznego w Polsce, Warszawa 1948.
- Kwiryn Mańkowski, Kościoły i związki religijne w Rzeczypospolitej Polskiej. Szkic stanu prawno-organizacyjnego, Spółdzielnia Księgarsko-Wydawnicza „Pochodnia” Warszawa 1948 (ss. 32).